# Shareware
Shareware, alternativt utvärderingsprogram eller spridprogram, är programvara med ett sådant licensieringskoncept att användaren, oftast under en begränsad period, kostnadsfritt får testa programvaran, ibland med nedsatt funktionalitet. Inom denna period måste programmet antingen avinstalleras eller betalas, annars kan   det sluta fungera eller visa en påminnelse vid användning av det. Winrar har som exempel ingen begränsning när det gäller funktion, men det finns ändå en avtalsmässig gräns för hur länge det får användas innan man skall betala för det. Då utvärderingsversionen av shareware-program oftast är densamma som fullversionen, får man vid betalning endast en kod som anges i programmet för att låsa upp det.
Distributionen av shareware är, i motsats till annan kommersiell programvara, huvudsakligen internetbaserad, vilket gör att priserna för sådan programvara ofta är lägre än på de andra kommersiella alternativen.

## Historia
Begreppet "shareware" är inlånat från engelskan där det är en sammansättning av orden share ("dela") och "ware" (datatermen "vara" som i "mjukvara"). Ordet användes först av Bob Wallace, en före detta utvecklare på Microsoft, som efter sin tid på Microsoft påbörjade han ett arbete med att utveckla en ordbehandlare, PC-Write, till de nya IBM PC-datorerna. Istället för dyr marknadsföring av programmet, beslutade Wallace sig för att testa en ny distributions- och marknadsföringsmetod, shareware. Alla användare uppmanades att dela med sig av programvaran för att så många som möjligt skulle få möjligheten att testa den, innan de betalade tillverkaren, om de ville fortsätta använda programvaran. Detta koncept är grundstommen för shareware.
Utvärderingsprogram används också som term för shareware, men då är det ofta lite större företag som ligger bakom produkten, mot vanlig shareware som ganska ofta tillverkas av enskilda programmerare. En svensk variant av termen shareware som rekommenderas av svenska datatermgruppen är spridprogram, men det är en benämning som ännu inte har fått så stor spridning i svenskan.
Tidigare fanns ofta shareware att tillgå på BBS:er och på CD-ROM eller diskett som medföljde datormagasin. Exempel på populära program vars licens kan räknas som olika former av shareware är Winzip, Winrar, och Paint shop pro. Alla ovanstående exempel är Windowsprogram, och i Linuxvärlden och bland användare av liknande operativsystem är shareware mycket ovanligt. Detta beror på att den övervägande delen av alla program för dessa system är så kallad fri programvara. Fri programvara innebär inte att programmet måste vara gratis, men av praktiska skäl är så gott som all fri programvara legalt tillgänglig utan avgift.

## Nedsatt funktionalitet
Shareware har i de flesta fall någon form av begränsning mot en betald programversionen:
- Tidsbegränsning. Oftast innehåller shareware en begränsning i hur länge programmet får användas innan användaren måste betala för det. En vanlig tidsbegränsning är 30 dagar.
- Antalet användningstillfällen. Ibland är även antalet användningstillfällen begränsade. Om programmet har en specifik uppgift, som att bränna cd-skivor, kan begränsningen exempelvis gälla hur många skivor man får bränna innan programmet måste betalas.
- Meddelanden. Meddelanden visas ofta i programmen om att det är en utvärderingsfunktion som används, och hur länge det ytterligare kan användas innan funktionaliteten stängs av. Dessa meddelanden visas vanligen vid programstart, avslut och/eller i jämna intervaller under användande. Ibland måste meddelandet visas i ett visst antal sekunder innan det kan stängas.
- Funktion. Ibland, oftast i lite dyrare program, är vissa funktioner avaktiverade i utvärderingsversionen av programmet. När en sådan funktion anropas av användaren, får denne vanligen ett meddelande om att programmet måste betalas innan funktionen kan användas.

## Liknande programvarulicenser
Det finns flera andra typer av programvarulicenser som liknar shareware.
- Freeware är baserat på samma distributionsmetod som shareware, men med den stora skillnaden att det är gratis att använda under en obegränsad tidsperiod.
- Demoversion fyller samma funktion som shareware-program[källa behövs], men när en fullversion av programmet köps, erhålles i regel en licensfil som möjliggör installation av det kompletta programmet, vilken antingen fås från tillverkarens hemsida eller på cd eller dvd. Detta på grund av att en demoversion inte har fullversionens funktionalitet inkluderad, något som gör att det främst är större kommersiella produkter som har demoversioner. I början av 90-talet blev speldemos en populär metod att sprida datorspel av speltillverkare. Detta gav konsumenterna möjlighet att testa spelet innan eventuell köp. Denna metod används flitigt än idag.